# Aubergine (kleur)
Aubergine is een donker paarse of bruin-paarse kleur, gelijkaardig aan de kleur van de buitenschil van de vrucht van de aubergine, hoewel er aubergines bestaan in allerlei kleuren van wit tot indigo.
De kleur met Hex-kleurcode #614051 werd in 1998 door het bedrijf Crayola geïntroduceerd. Hiernaast is de RAL-waarde 320-20-20 genaamd Aubergine mauve weergegeven.